# Arroyo Mulluri
El arroyo Mulluri o río Mulluri es un curso natural de agua que fluye en la Región de Arica y Parinacota en Chile y es uno de los afluentes del río Caritaya.

## Trayecto

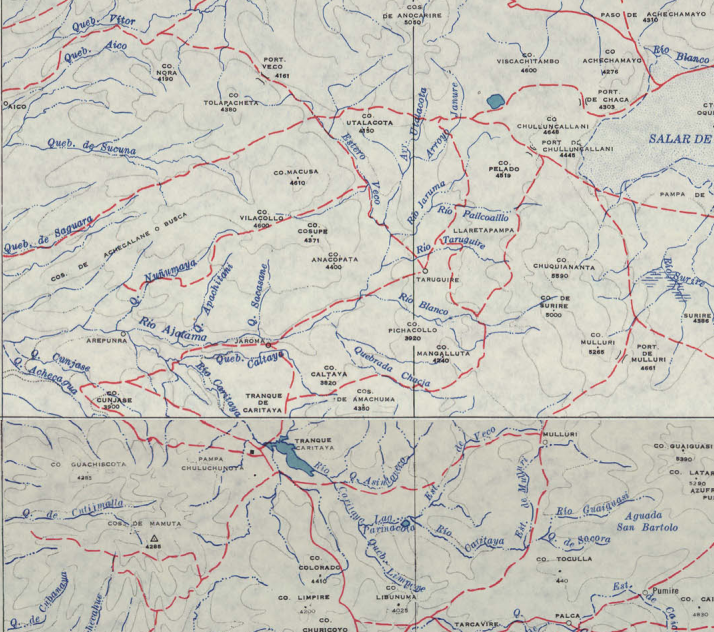
Cuencas de los ríos Ajatama y Caritaya, en un compuesto de dos mapas del Instituto Geográfico Militar de Chile.

## Historia
Luis Risopatrón lo describe en su Diccionario Jeográfico de Chile (1924):: 573 
Mulluri (Arroyo de). Es de corto curso i afluye del N a los oríjenes del río Caritaya, del de Camarones.